# 50 First Dates
50 First Dates är en amerikansk romantisk komedifilm från 2004, i regi av Peter Segal. I huvudrollerna syns Adam Sandler och Drew Barrymore, som tidigare har spelat mot varandra i filmen The Wedding Singer.

## Handling
Filmen handlar om Henry, en kvinnokarl som lever på Hawaii och lever sitt liv genom att träffa kvinnor som är där på semester. Kvinnorna kommer och går ända tills den dagen Henry träffar Lucy, en vacker kvinna som han har en underbar date med. De skiljs åt med löftet om att träffas på samma restaurang och äta frukost nästa morgon. Allt verkar perfekt ända tills de möts på morgonen och det visar sig att Lucy inte har någon aning om vem han är eller något som hänt den senaste tiden för den delen. Det visar sig att Lucy lider av störningar i korttidsminnet efter en bilolycka för en tid sen. Men Henry är så tagen av henne att han beslutar sig för att försöka vinna hennes kärlek på nytt varje dag.

## Rollista
| Adam Sandler   | – Henry Roth      |
| Drew Barrymore | – Lucy Whitmore   |
| Rob Schneider  | – Ula             |
| Sean Astin     | – Doug Whitmore   |
| Lusia Strus    | – Alexa           |
| Blake Clark    | – Marlin Whitmore |
| Dan Aykroyd    | – Dr. Keats       |
| Allen Covert   | – Tom             |
| Missi Pyle     | – Noreen          |
| Maya Rudolph   | – Stacy           |
| Kevin James    | – Fabriksarbetare |
| Lynn Collins   | – Linda           |

## Musik
| Titel                 | Musiker              |
| --------------------- | -------------------- |
| Hold Me Now           | Thompson Twins       |
| Lovesong              | The Cure             |
| Lips Like Sugar       | Echo & the Bunnymen  |
| Your Love             | The Outfield         |
| Drive                 | The Cars             |
| True                  | Spandau Ballet       |
| Slave to Love         | Bryan Ferry          |
| Every Breath You Take | The Police           |
| The Ghost in You      | The Psychedelic Furs |
| Friday I'm in Love    | The Cure             |
| Breakfast in Bed      | UB40, Chrissie Hynde |
| I Melt with You       | Modern English       |